# Stakeford
Stakeford is een Engels dorp in het zuidoosten van Northumberland, op ongeveer 27 km ten noorden van Newcastle upon Tyne. Het ligt aan de zuidoever van de Wansbeck, tegenover de dichtstbijzijnde stad Ashington. 
Stakeford ontleent zijn naam aan de voormalige voorde ten noorden van het dorp. Deze oversteekplaats bestond uit kwelders en was daarom voorzien van staken om de diepte aan te duiden. Resten van deze staken zijn nog steeds af en toe zichtbaar. 
De plaats is vooral residentieel. Er zijn drie pubs en een mijninstituut (hoewel er nooit mijnen waren, wel in het naburige Bomarsund). Er zijn verschillende winkels en een basisschool. Stakeford vormt thans een aaneengegroeid geheel met de naburige plaatsen Guide Post en Sheepwash.

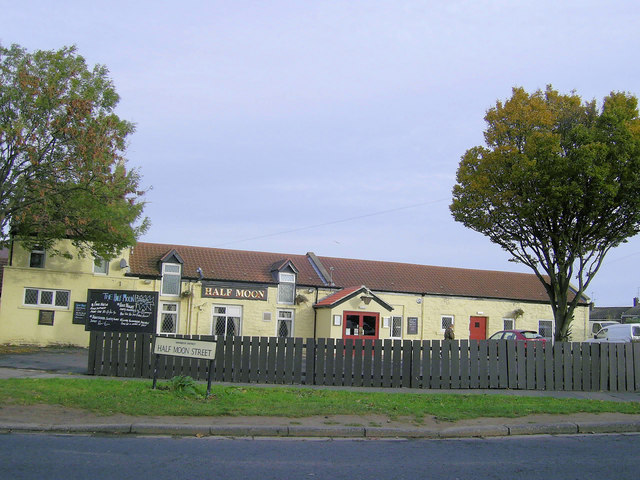
Half Moon pub in Stakeford